# Maria Pavlovna van Rusland (1786-1859)

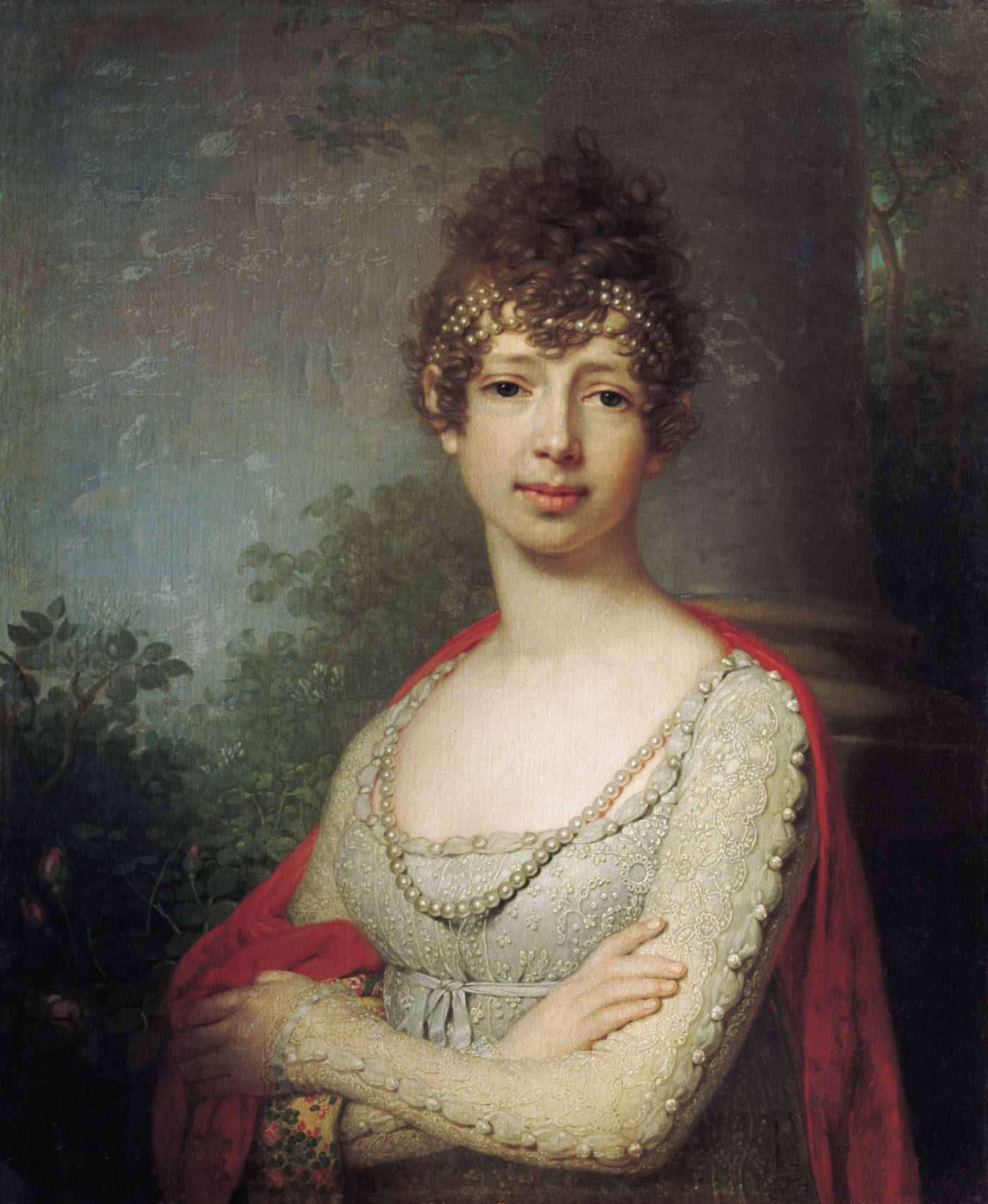
Maria Pavlovna van Rusland (1786-1859)

Maria Pavlovna grootvorstin van Rusland (Russisch: Мария Павловна) (Sint-Petersburg, 4 februari 1786 — Weimar, 23 juni 1859), was een dochter van tsaar Paul I van Rusland en Sophia Dorothea (Maria Fjodorovna) hertogin van Württemberg. Ze werd door haar huwelijk groothertogin van Saksen-Weimar-Eisenach.

## Jeugd
Maria was het vijfde kind van haar ouders. Na haar volgden nog vijf kinderen. Bij haar geboorte regeerde haar grootmoeder tsarina Catharina II de Grote van Rusland. Maria werd als klein meisje niet bepaald als beeldschoon bevonden. Ze werd echter wel door haar grootmoeder Catharina bewonderd om haar piano-talenten. Haar leraar was de Italiaan Giuseppe Sarti en haar gouvernante was de Zwitserse Jeanne Huc-Mazelet. Na het overlijden van Catharina II in 1796 werd haar vader gekroond tot tsaar Paul I van Rusland.

## Huwelijk
Op 3 augustus 1804 trad Maria Pavlovna, 18 jaar oud, in het huwelijk met prins Karel Frederik, de latere groothertog van Saksen-Weimar-Eisenach. Het paar bleef negen maanden in Sint-Petersburg voor het naar Weimar ging. Toen het in Weimar aankwam, werd Maria begroet met grote warmte en vele festiviteiten. Maria en Karel Frederik kregen vier kinderen:
- Paul Alexander Karel Constantijn Frederik August (25 september 1805 - 10 april 1806)
- Marie (1808-1877), trouwde met prins Karel van Pruisen
- Augusta (1811–1890), trouwde met keizer Wilhelm I van Duitsland
- Karel Alexander (1818–1901), groothertog, trouwde met prinses Sophie van Oranje-Nassau.

Na de dood van haar man in juli 1853 trok Maria zich terug uit het publieke leven. Ze maakte in 1855 voor het laatst een grote reis. Ze reisde naar Rusland waar haar neef Alexander Nikolajevitsj tot tsaar Alexander II werd gekroond.

## Overlijden
Grootvorstin Maria Pavlovna overleed 23 juni 1859 op 73-jarige leeftijd. Van haar broers en zussen was toen alleen haar jongere zus Anna Paulowna nog in leven. Maria werd begraven in Weimar.

## Kwartierstaat
| Karel Frederik van Sleeswijk-Holstein-Gottorp (1700-1739) | Karel Frederik van Sleeswijk-Holstein-Gottorp (1700-1739) | Karel Frederik van Sleeswijk-Holstein-Gottorp (1700-1739) | Karel Frederik van Sleeswijk-Holstein-Gottorp (1700-1739) | Karel Frederik van Sleeswijk-Holstein-Gottorp (1700-1739) | Karel Frederik van Sleeswijk-Holstein-Gottorp (1700-1739) | Anna Petrovna van Rusland (1708-1728) | Anna Petrovna van Rusland (1708-1728) | Anna Petrovna van Rusland (1708-1728)          | Anna Petrovna van Rusland (1708-1728)          | Anna Petrovna van Rusland (1708-1728)          | Anna Petrovna van Rusland (1708-1728)          |                                                |                                                | Christiaan August van Anhalt-Zerbst (1690-1747) | Christiaan August van Anhalt-Zerbst (1690-1747) | Christiaan August van Anhalt-Zerbst (1690-1747) | Christiaan August van Anhalt-Zerbst (1690-1747) | Christiaan August van Anhalt-Zerbst (1690-1747) | Christiaan August van Anhalt-Zerbst (1690-1747) | Johanna Elisabeth van Sleeswijk-Holstein-Gottorp (1712-1760) | Johanna Elisabeth van Sleeswijk-Holstein-Gottorp (1712-1760) | Johanna Elisabeth van Sleeswijk-Holstein-Gottorp (1712-1760) | Johanna Elisabeth van Sleeswijk-Holstein-Gottorp (1712-1760) | Johanna Elisabeth van Sleeswijk-Holstein-Gottorp (1712-1760) | Johanna Elisabeth van Sleeswijk-Holstein-Gottorp (1712-1760) |                                            |                                            | Karel Alexander van Württemberg (1684-1737) | Karel Alexander van Württemberg (1684-1737) | Karel Alexander van Württemberg (1684-1737) | Karel Alexander van Württemberg (1684-1737) | Karel Alexander van Württemberg (1684-1737)   | Karel Alexander van Württemberg (1684-1737)   | Maria Augusta von Thurn und Taxis (1706-1756) | Maria Augusta von Thurn und Taxis (1706-1756) | Maria Augusta von Thurn und Taxis (1706-1756) | Maria Augusta von Thurn und Taxis (1706-1756) | Maria Augusta von Thurn und Taxis (1706-1756)              | Maria Augusta von Thurn und Taxis (1706-1756)              |                                                            |                                                            | Frederik Willem van Brandenburg-Schwedt (1700-1771)        | Frederik Willem van Brandenburg-Schwedt (1700-1771)        | Frederik Willem van Brandenburg-Schwedt (1700-1771)           | Frederik Willem van Brandenburg-Schwedt (1700-1771)           | Frederik Willem van Brandenburg-Schwedt (1700-1771)           | Frederik Willem van Brandenburg-Schwedt (1700-1771)           | Sophia Dorothea van Pruisen (1719-1765)                       | Sophia Dorothea van Pruisen (1719-1765)                       | Sophia Dorothea van Pruisen (1719-1765) | Sophia Dorothea van Pruisen (1719-1765) | Sophia Dorothea van Pruisen (1719-1765) | Sophia Dorothea van Pruisen (1719-1765) |  |  |  |  |  |  |  |  |  |  |  |  |  |  |  |  |  |  |  |  |  |  |  |  |  |  |  |  |  |  |  |  |  |  |  |  |  |  |  |  |  |  |  |  |  |  |  |  |
| Karel Frederik van Sleeswijk-Holstein-Gottorp (1700-1739) | Karel Frederik van Sleeswijk-Holstein-Gottorp (1700-1739) | Karel Frederik van Sleeswijk-Holstein-Gottorp (1700-1739) | Karel Frederik van Sleeswijk-Holstein-Gottorp (1700-1739) | Karel Frederik van Sleeswijk-Holstein-Gottorp (1700-1739) | Karel Frederik van Sleeswijk-Holstein-Gottorp (1700-1739) | Anna Petrovna van Rusland (1708-1728) | Anna Petrovna van Rusland (1708-1728) | Anna Petrovna van Rusland (1708-1728)          | Anna Petrovna van Rusland (1708-1728)          | Anna Petrovna van Rusland (1708-1728)          | Anna Petrovna van Rusland (1708-1728)          |                                                |                                                | Christiaan August van Anhalt-Zerbst (1690-1747) | Christiaan August van Anhalt-Zerbst (1690-1747) | Christiaan August van Anhalt-Zerbst (1690-1747) | Christiaan August van Anhalt-Zerbst (1690-1747) | Christiaan August van Anhalt-Zerbst (1690-1747) | Christiaan August van Anhalt-Zerbst (1690-1747) | Johanna Elisabeth van Sleeswijk-Holstein-Gottorp (1712-1760) | Johanna Elisabeth van Sleeswijk-Holstein-Gottorp (1712-1760) | Johanna Elisabeth van Sleeswijk-Holstein-Gottorp (1712-1760) | Johanna Elisabeth van Sleeswijk-Holstein-Gottorp (1712-1760) | Johanna Elisabeth van Sleeswijk-Holstein-Gottorp (1712-1760) | Johanna Elisabeth van Sleeswijk-Holstein-Gottorp (1712-1760) |                                            |                                            | Karel Alexander van Württemberg (1684-1737) | Karel Alexander van Württemberg (1684-1737) | Karel Alexander van Württemberg (1684-1737) | Karel Alexander van Württemberg (1684-1737) | Karel Alexander van Württemberg (1684-1737)   | Karel Alexander van Württemberg (1684-1737)   | Maria Augusta von Thurn und Taxis (1706-1756) | Maria Augusta von Thurn und Taxis (1706-1756) | Maria Augusta von Thurn und Taxis (1706-1756) | Maria Augusta von Thurn und Taxis (1706-1756) | Maria Augusta von Thurn und Taxis (1706-1756)              | Maria Augusta von Thurn und Taxis (1706-1756)              |                                                            |                                                            | Frederik Willem van Brandenburg-Schwedt (1700-1771)        | Frederik Willem van Brandenburg-Schwedt (1700-1771)        | Frederik Willem van Brandenburg-Schwedt (1700-1771)           | Frederik Willem van Brandenburg-Schwedt (1700-1771)           | Frederik Willem van Brandenburg-Schwedt (1700-1771)           | Frederik Willem van Brandenburg-Schwedt (1700-1771)           | Sophia Dorothea van Pruisen (1719-1765)                       | Sophia Dorothea van Pruisen (1719-1765)                       | Sophia Dorothea van Pruisen (1719-1765) | Sophia Dorothea van Pruisen (1719-1765) | Sophia Dorothea van Pruisen (1719-1765) | Sophia Dorothea van Pruisen (1719-1765) |  |  |  |  |  |  |  |  |  |  |  |  |  |  |  |  |  |  |  |  |  |  |  |  |  |  |  |  |  |  |  |  |  |  |  |  |  |  |  |  |  |  |  |  |  |  |  |  |
|                                                           |                                                           |                                                           |                                                           |                                                           |                                                           |                                       |                                       |                                                |                                                |                                                |                                                |                                                |                                                |                                                 |                                                 |                                                 |                                                 |                                                 |                                                 |                                                              |                                                              |                                                              |                                                              |                                                              |                                                              |                                            |                                            |                                             |                                             |                                             |                                             |                                               |                                               |                                               |                                               |                                               |                                               |                                                            |                                                            |                                                            |                                                            |                                                            |                                                            |                                                               |                                                               |                                                               |                                                               |                                                               |                                                               |                                         |                                         |                                         |                                         |  |  |  |  |  |  |  |  |  |  |  |  |  |  |  |  |  |  |  |  |  |  |  |  |  |  |  |  |  |  |  |  |  |  |  |  |  |  |  |  |  |  |  |  |  |  |  |  |
|                                                           |                                                           |                                                           |                                                           | Peter III van Rusland (1728–1762)                         | Peter III van Rusland (1728–1762)                         | Peter III van Rusland (1728–1762)     | Peter III van Rusland (1728–1762)     | Peter III van Rusland (1728–1762)              | Peter III van Rusland (1728–1762)              |                                                |                                                |                                                |                                                |                                                 |                                                 | Catharina de Grote (1729–1796)                  | Catharina de Grote (1729–1796)                  | Catharina de Grote (1729–1796)                  | Catharina de Grote (1729–1796)                  | Catharina de Grote (1729–1796)                               | Catharina de Grote (1729–1796)                               |                                                              |                                                              |                                                              |                                                              |                                            |                                            |                                             |                                             |                                             |                                             | Frederik Eugenius van Württemberg (1732-1797) | Frederik Eugenius van Württemberg (1732-1797) | Frederik Eugenius van Württemberg (1732-1797) | Frederik Eugenius van Württemberg (1732-1797) | Frederik Eugenius van Württemberg (1732-1797) | Frederik Eugenius van Württemberg (1732-1797) |                                                            |                                                            |                                                            |                                                            |                                                            |                                                            | Frederika Dorothea Sophia van Brandenburg-Schwedt (1736-1798) | Frederika Dorothea Sophia van Brandenburg-Schwedt (1736-1798) | Frederika Dorothea Sophia van Brandenburg-Schwedt (1736-1798) | Frederika Dorothea Sophia van Brandenburg-Schwedt (1736-1798) | Frederika Dorothea Sophia van Brandenburg-Schwedt (1736-1798) | Frederika Dorothea Sophia van Brandenburg-Schwedt (1736-1798) |                                         |                                         |                                         |                                         |  |  |  |  |  |  |  |  |  |  |  |  |  |  |  |  |  |  |  |  |  |  |  |  |  |  |  |  |  |  |  |  |  |  |  |  |  |  |  |  |  |  |  |  |  |  |  |  |
|                                                           |                                                           |                                                           |                                                           | Peter III van Rusland (1728–1762)                         | Peter III van Rusland (1728–1762)                         | Peter III van Rusland (1728–1762)     | Peter III van Rusland (1728–1762)     | Peter III van Rusland (1728–1762)              | Peter III van Rusland (1728–1762)              |                                                |                                                |                                                |                                                |                                                 |                                                 | Catharina de Grote (1729–1796)                  | Catharina de Grote (1729–1796)                  | Catharina de Grote (1729–1796)                  | Catharina de Grote (1729–1796)                  | Catharina de Grote (1729–1796)                               | Catharina de Grote (1729–1796)                               |                                                              |                                                              |                                                              |                                                              |                                            |                                            |                                             |                                             |                                             |                                             | Frederik Eugenius van Württemberg (1732-1797) | Frederik Eugenius van Württemberg (1732-1797) | Frederik Eugenius van Württemberg (1732-1797) | Frederik Eugenius van Württemberg (1732-1797) | Frederik Eugenius van Württemberg (1732-1797) | Frederik Eugenius van Württemberg (1732-1797) |                                                            |                                                            |                                                            |                                                            |                                                            |                                                            | Frederika Dorothea Sophia van Brandenburg-Schwedt (1736-1798) | Frederika Dorothea Sophia van Brandenburg-Schwedt (1736-1798) | Frederika Dorothea Sophia van Brandenburg-Schwedt (1736-1798) | Frederika Dorothea Sophia van Brandenburg-Schwedt (1736-1798) | Frederika Dorothea Sophia van Brandenburg-Schwedt (1736-1798) | Frederika Dorothea Sophia van Brandenburg-Schwedt (1736-1798) |                                         |                                         |                                         |                                         |  |  |  |  |  |  |  |  |  |  |  |  |  |  |  |  |  |  |  |  |  |  |  |  |  |  |  |  |  |  |  |  |  |  |  |  |  |  |  |  |  |  |  |  |  |  |  |  |
|                                                           |                                                           |                                                           |                                                           |                                                           |                                                           |                                       |                                       |                                                |                                                | Paul I van Rusland (1754-1801)                 | Paul I van Rusland (1754-1801)                 | Paul I van Rusland (1754-1801)                 | Paul I van Rusland (1754-1801)                 | Paul I van Rusland (1754-1801)                  | Paul I van Rusland (1754-1801)                  |                                                 |                                                 |                                                 |                                                 |                                                              |                                                              |                                                              |                                                              |                                                              |                                                              |                                            |                                            |                                             |                                             |                                             |                                             |                                               |                                               |                                               |                                               |                                               |                                               | Sophia Dorothea Augusta Louisa van Württemberg (1759-1828) | Sophia Dorothea Augusta Louisa van Württemberg (1759-1828) | Sophia Dorothea Augusta Louisa van Württemberg (1759-1828) | Sophia Dorothea Augusta Louisa van Württemberg (1759-1828) | Sophia Dorothea Augusta Louisa van Württemberg (1759-1828) | Sophia Dorothea Augusta Louisa van Württemberg (1759-1828) |                                                               |                                                               |                                                               |                                                               |                                                               |                                                               |                                         |                                         |                                         |                                         |  |  |  |  |  |  |  |  |  |  |  |  |  |  |  |  |  |  |  |  |  |  |  |  |  |  |  |  |  |  |  |  |  |  |  |  |  |  |  |  |  |  |  |  |  |  |  |  |
|                                                           |                                                           |                                                           |                                                           |                                                           |                                                           |                                       |                                       |                                                |                                                | Paul I van Rusland (1754-1801)                 | Paul I van Rusland (1754-1801)                 | Paul I van Rusland (1754-1801)                 | Paul I van Rusland (1754-1801)                 | Paul I van Rusland (1754-1801)                  | Paul I van Rusland (1754-1801)                  |                                                 |                                                 |                                                 |                                                 |                                                              |                                                              |                                                              |                                                              |                                                              |                                                              |                                            |                                            |                                             |                                             |                                             |                                             |                                               |                                               |                                               |                                               |                                               |                                               | Sophia Dorothea Augusta Louisa van Württemberg (1759-1828) | Sophia Dorothea Augusta Louisa van Württemberg (1759-1828) | Sophia Dorothea Augusta Louisa van Württemberg (1759-1828) | Sophia Dorothea Augusta Louisa van Württemberg (1759-1828) | Sophia Dorothea Augusta Louisa van Württemberg (1759-1828) | Sophia Dorothea Augusta Louisa van Württemberg (1759-1828) |                                                               |                                                               |                                                               |                                                               |                                                               |                                                               |                                         |                                         |                                         |                                         |  |  |  |  |  |  |  |  |  |  |  |  |  |  |  |  |  |  |  |  |  |  |  |  |  |  |  |  |  |  |  |  |  |  |  |  |  |  |  |  |  |  |  |  |  |  |  |  |
|                                                           |                                                           |                                                           |                                                           |                                                           |                                                           |                                       |                                       |                                                |                                                |                                                |                                                |                                                |                                                |                                                 |                                                 |                                                 |                                                 |                                                 |                                                 |                                                              |                                                              |                                                              |                                                              |                                                              |                                                              |                                            |                                            |                                             |                                             |                                             |                                             |                                               |                                               |                                               |                                               |                                               |                                               |                                                            |                                                            |                                                            |                                                            |                                                            |                                                            |                                                               |                                                               |                                                               |                                                               |                                                               |                                                               |                                         |                                         |                                         |                                         |  |  |  |  |  |  |  |  |  |  |  |  |  |  |  |  |  |  |  |  |  |  |  |  |  |  |  |  |  |  |  |  |  |  |  |  |  |  |  |  |  |  |  |  |  |  |  |  |
|                                                           |                                                           |                                                           |                                                           |                                                           |                                                           |                                       |                                       |                                                |                                                |                                                |                                                |                                                |                                                |                                                 |                                                 |                                                 |                                                 |                                                 |                                                 |                                                              |                                                              |                                                              |                                                              |                                                              |                                                              |                                            |                                            |                                             |                                             |                                             |                                             |                                               |                                               |                                               |                                               |                                               |                                               |                                                            |                                                            |                                                            |                                                            |                                                            |                                                            |                                                               |                                                               |                                                               |                                                               |                                                               |                                                               |                                         |                                         |                                         |                                         |  |  |  |  |  |  |  |  |  |  |  |  |  |  |  |  |  |  |  |  |  |  |  |  |  |  |  |  |  |  |  |  |  |  |  |  |  |  |  |  |  |  |  |  |  |  |  |  |
| Alexander I van Rusland (1777–1825)                       | Alexander I van Rusland (1777–1825)                       | Alexander I van Rusland (1777–1825)                       | Alexander I van Rusland (1777–1825)                       | Alexander I van Rusland (1777–1825)                       | Alexander I van Rusland (1777–1825)                       |                                       |                                       | Constantijn Pavlovitsj van Rusland (1779-1831) | Constantijn Pavlovitsj van Rusland (1779-1831) | Constantijn Pavlovitsj van Rusland (1779-1831) | Constantijn Pavlovitsj van Rusland (1779-1831) | Constantijn Pavlovitsj van Rusland (1779-1831) | Constantijn Pavlovitsj van Rusland (1779-1831) |                                                 |                                                 | Maria Pavlovna van Rusland (1786-1859)          | Maria Pavlovna van Rusland (1786-1859)          | Maria Pavlovna van Rusland (1786-1859)          | Maria Pavlovna van Rusland (1786-1859)          | Maria Pavlovna van Rusland (1786-1859)                       | Maria Pavlovna van Rusland (1786-1859)                       |                                                              |                                                              | Catharina Paulowna van Rusland (1788-1819)                   | Catharina Paulowna van Rusland (1788-1819)                   | Catharina Paulowna van Rusland (1788-1819) | Catharina Paulowna van Rusland (1788-1819) | Catharina Paulowna van Rusland (1788-1819)  | Catharina Paulowna van Rusland (1788-1819)  |                                             |                                             | Anna Paulowna van Rusland (1795-1865)         | Anna Paulowna van Rusland (1795-1865)         | Anna Paulowna van Rusland (1795-1865)         | Anna Paulowna van Rusland (1795-1865)         | Anna Paulowna van Rusland (1795-1865)         | Anna Paulowna van Rusland (1795-1865)         |                                                            |                                                            | Nicolaas I van Rusland (1796–1855)                         | Nicolaas I van Rusland (1796–1855)                         | Nicolaas I van Rusland (1796–1855)                         | Nicolaas I van Rusland (1796–1855)                         | Nicolaas I van Rusland (1796–1855)                            | Nicolaas I van Rusland (1796–1855)                            |                                                               |                                                               | 3 zusters en 1 broer                                          | 3 zusters en 1 broer                                          | 3 zusters en 1 broer                    | 3 zusters en 1 broer                    | 3 zusters en 1 broer                    | 3 zusters en 1 broer                    |  |  |  |  |  |  |  |  |  |  |  |  |  |  |  |  |  |  |  |  |  |  |  |  |  |  |  |  |  |  |  |  |  |  |  |  |  |  |  |  |  |  |  |  |  |  |  |  |